# Franz Pfyffer von Wyher
Franz Pfyffer von Wyher (alemany: Franz Ludwig Pfyffer)  (Lucerna, 19 de maig de 1716 - Lucerna, 7 de novembre de 1802) fou un militar, topògraf i escalador suís. Senyor de Wyher, tinent general al servei francès, comandant de l'Ordre de Sant Lluís i cofundador de la Societat Militar Federal, va confeccionar els primers relleus alpins de Suïssa: Pilatus (1750) i Suïssa central (1762-1786).